# Pelagiów
Pelagiów – wieś w Polsce położona w województwie mazowieckim, w powiecie radomskim, w gminie Kowala.
W latach 1975–1998 miejscowość należała administracyjnie do województwa radomskiego.
Wieś jest siedzibą rzymskokatolickiej parafii Matki Boskiej Częstochowskiej.